# Pedro Lucas Urribarrí
Pedro Lucas Urribarrí est l'une des quatre paroisses civiles de la municipalité de Santa Rita dans l'État de Zulia au Venezuela. Sa capitale est El Guanábano.